# Институт эволюционной физиологии и биохимии имени И. М. Сеченова РАН
Институт эволюционной физиологии и биохимии им. И. М. Сеченова — один из институтов Отделения физиологических наук Российской академии наук.

## История Института
Организация и развитие ИЭФБ РАН связаны с именем основателя эволюционной физиологии как самостоятельной науки выдающегося советского физиолога — академика Л. А. Орбели.
Базой для организации Института послужила небольшая группа сотрудников, созданная для индивидуальной работы академика Л. А. Орбели по решению Президиума АН СССР в октябре 1950 года. Первоначально в группу входило 8 человек, их исследования были направлены на изучение становления высшей нервной деятельности ребёнка. В сентябре 1954 года эта группа была расширена и преобразована в лабораторию эволюционной физиологии АН СССР. В задачу лаборатории входило изучение функций нервной системы животных и человека в онтогенезе, а также исследование действия ионизирующих излучений на животные организмы. К началу 1955 года в лаборатории работало 37 человек.
В январе 1956 года на базе этой лаборатории организуется Институт эволюционной физиологии АН СССР и ему присваивается имя И. М. Сеченова. Л. А. Орбели назначается директором Института. Вскоре начинается строительство лабораторного корпуса Института на Старопарголовском проспекте (ныне пр. Тореза).
Основные задачи Института в момент его организации были сформулированы следующим образом: изучение путей развития функций животных организмов в онто- и филогенезе, выяснение основных закономерностей этого развития и механизмов преобразования функций под влиянием природных факторов среды, изучение специфических закономерностей совершенствования физиологических механизмов высшей нервной деятельности ребёнка, обусловленных биологическими закономерностями и историей развития человеческого общества.
К концу 1957 года в состав Института входило уже 9 лабораторий, 8 из которых были образованы на базе самого Института, а одна переведена из бывшего Естественнонаучного института им. П. Ф. Лесгафта.
В 1958 году после смерти Л. А. Орбели Институт возглавил его ученик и ближайший помощник, известный советский физиолог — чл.-кор. АМН СССР А. Г. Гинецинский.
С июня 1960 года по март 1975 года директором Института был акад. Е. М. Крепс — ученик И. П. Павлова и соратник Л. А. Орбели, автор исследований по сравнительной физиологии и биохимии нервной системы. Под руководством Е. М. Крепса стали успешно развиваться исследования по эволюционной биохимии. Это в значительной степени обусловило переименование Института в 1964 году в Институт эволюционной физиологии и биохимии им. И. М. Сеченова АН СССР.
В 1967 году вошёл в строй второй лабораторный корпус Института, это дало возможность значительно расширить фронт работ по основным направлениям эволюционной физиологии, биохимии и морфологии.
В ноябре 1969 года перед первым лабораторным корпусом на проспекте М. Тореза был установлен памятник основателю Института — академику Л. А. Орбели.
С 1975 по 1980 г. директором Института был акад. В. А. Говырин, который пришёл в коллектив Л. А. Орбели в год основания Института. Имя В. А. Говырина связано с открытием фундаментальных фактов в области физиологии вегетативной нервной системы.
С 1981 по 2004 г. Институт возглавлял академик РАН В. Л. Свидерский — известный учёный в области сравнительной и эволюционной физиологии нервной системы, заведующий одной из старейших лабораторий Института — лабораторией нейрофизиологии беспозвоночных.
C 2004 по 2015 г. директор Института — академик РАН Николай Петрович Весёлкин, нейрофизиолог, заведующий лабораторией эволюции межнейронных взаимодействий.
С 2015 года Институт возглавляет доктор биологических наук, заведующий лабораторией эволюции органов чувств Михаил Леонидович Фирсов.

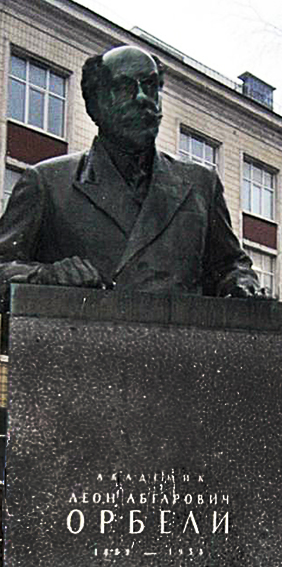
памятник Леону Абгаровичу Орбели

## Здание
Институт эволюционной физиологии и биохимии им. И. М. Сеченова РАН изначально является перестроенной и расширенной типовой школой 1950-х гг.
В 1959 состоялась постройка школьного здания, а в 1986 перестройка с расширением для нужд института.
Перед лицевым фасадом находится памятник физиологу, профессору и вице-президенту Академии наук СССР Леону Абгаровичу Орбели.